# Fritz Schär
Fritz Schaer (Kaltenbach, 13 de marzo de 1926 - Matzingen, 29 de septiembre de 1997) fue un ciclista suizo, profesional entre 1947 y 1958.
Fue una de las figuras más importantes dentro del ciclismo suizo durante los años 1950, junto a Hugo Koblet y Ferdi Kubler. En 1950 se convirtió en el primer suizo en portar la maglia rosa de líder en el Giro de Italia, lo cual hizo durante cinco días, entre la 2.ª y la 6.ª etapa. Su mejor puesto en la clasificación general del Giro lo logró en 1954, al terminar 9.º.
En 1953 se adjudicó el primer maillot verde de la historia del Tour de Francia, otorgado al vencedor en la clasificación por puntos. Aquel mismo año, portó el maillot amarillo durante seis días y finalizó 6.º en la clasificación general. En 1954, subió al podio del Tour como tercer clasificado. Entre sus éxitos también destaca la medalla de plata obtenida en el Campeonato del Mundo de 1954, disputado en Solingen, y varios triunfos de etapa en Giro y Tour.

## Palmarés
| 1949 - Campeonato de Zúrich - 1 etapa de la Vuelta a Suiza - À travers Lausanne - Tour del Lago Léman - 3.º en el Campeonato de Suiza en Ruta 1950 - Campeonato de Zúrich - 1 etapa del Giro de Italia - 2.º en el Campeonato de Suiza en Ruta 1951 - 1 etapa de la Vuelta a Alemania 1952 - 1 etapa del Giro de Italia - 1 etapa de la Vuelta a Suiza | 1953 - Campeonato de Suiza en Ruta - Campeonato de Suiza de medio fondo - 1 etapa de la Vuelta a Suiza - 2 etapas del Tour de Francia, más clasificación por puntos 1954 - 2.º en el Campeonato de Suiza en Ruta - Tour de Berna - 3.º en el Tour de Francia - 2.º en el Mundial en Ruta 1955 - 1 etapa de la Vuelta a Suiza 1956 - 1 etapa de la Vuelta a Suiza |

## Resultados en Grandes Vueltas
Durante su carrera deportiva ha conseguido los siguientes puestos en las Grandes Vueltas:
| Carrera         | 1949 | 1950 | 1951 | 1952 | 1953 | 1954 | 1955 | 1956 |
| --------------- | ---- | ---- | ---- | ---- | ---- | ---- | ---- | ---- |
| Giro de Italia  | 14.º | 11.º | Ab.  | 27.º | 14.º | 9.º  | -    | -    |
| Tour de Francia | -    | -    | -    | -    | 6.º- | 3.º  | -    | Ab.  |
| Vuelta a España | X    | -    | X    | X    | X    | X    | -    | -    |
| Mundial en Ruta | 21.º | Ab.  | 21.º | -    | Ab.  | 2.º  | -    | Ab.  |